# Anonimo Italiano (album)
Anonimo Italiano è il primo album del cantautore italiano Anonimo Italiano, pubblicato nel 1995 per l'etichetta discografica BMG.

## Tracce
"Anonimo Italiano" (1995) (BMG 74321-26261-2)
1. E così addio
2. In uno scalpicciar di foglie
3. Anche questa è vita
4. Tienimi con te
5. In questo corpo a corpo
6. Voglio sparire lontano
7. Chissà se mi sarai più accanto
8. Lascia accesa la radio
9. Non è difficile
10. Ora che te ne vai